# 劉裕猷
劉裕猷（1931年7月5日—2002年9月25日），中華民國政治人物，中國國民黨籍，曾經擔任南投縣縣長。

## 家世背景
劉裕猷生於1931年（昭和6年），南投竹山延平人。曾祖劉時勤為漢文宿儒，創辦私塾，桃李遍桑梓。祖父劉來旺，勤勉治學德高望重於日治時期任東埔蚋保正。父劉憲章刻苦勤學，於日治時期畢業於臺中師範，獻身教育，為當時尊師重道的社會所敬仰之「訓導」（即師校本科畢業正牌老師之尊稱），1943年曾任竹山庒協議會議員。娶妻林錦屏為首任竹山庒庒長林月汀之長女。劉裕猷幼時秉承良好家世與庭訓，聰穎好學，個性坦率篤實不虛偽，實有「見得是處斷然如此，見得不是處，斷然不如此」的獨特性格，因此建立他日後在政壇上敢作敢為守正不阿的作風。

## 求學時代
日治末期，劉裕猷由若竹國民學校(今竹山國小前身)畢業，即考取高雄中學（今高雄高中）初中部。二次大戰結束後，以初中二年級生越級考進臺中一中高中部，並以優異成績畢業。1950年（民國39年）考入國立台灣大學法律系，與日後活躍於民進黨的田再庭先生成為同窗好友。

## 家逢巨變
二次大戰結束後，台灣進入國民黨專政時期，其父劉憲章曾就任竹山首任官派鎮長、玉山區長等職， 卻不幸於民國42年(1953)2月因病早逝，僅得年44歲。不出三月，其母因喪夫悲傷過度相繼去世，留下八名子女。劉裕猷為長子，當時仍於臺大法律系就讀中，家中遭此變故痛不欲生，且尚有年幼弟妹六人嗷嗷待哺， 幸賴其大姐夫張紹欽律師夫婦傾力照顧，乃無後顧之憂，終能完成大學學業。

## 台籍大學畢業生加入國民黨
1953年（民國42年）劉裕猷自臺大畢業，時逢中國國民黨號召大專青年同志參加黨務工作，劉裕猷立刻響應，成為當時台籍大學畢業生進入黨部工作的先鋒。初入黨部第一份職務，只是文書收發工作。但他認真工作不以為忤，不久即得上級肯定，先後出任臺中市黨部組長、嘉義縣黨部書記、南投縣黨部副主委等職。並於民國48年完成終生大事，與臺中耆宿林文風先生之長女林秀琴結婚，育有二男一女。民國53年奉調澎湖縣黨部主任委員，首創台籍黨員最年輕(33歲)擔任主委之紀錄。
在澎湖服務期間，協助策劃興建發電廠成功，把澎湖離島帶進電氣化大放光明的新時代。 澎湖任期屆滿，因表現卓越，乃榮陞台灣省黨部第四組總幹事。

## 連任兩屆南投縣長
1973年（民國62年），當時的行政院長蔣經國推動培養台灣本土精英的政策"催台青"，因此當時的省黨部主委梁永章乃提名劉裕猷返鄉參選，順利當選第七任南投縣長。他一上任即遇到能源危機所造成之通貨膨脹等問題，他以敢作敢為的個性，勵行節約，避免浪費等應急措施，諸如：核實工程管理費、避免支用會議誤餐費、公車集中管理、節省用油、長途電話使用管理，並響應公務人員十大革新和推行五菜一湯的梅花餐等。在涓滴歸公錙銖必究之嚴格管理下，帶領全縣熬過此經濟蕭條期，繼續縣政之推展。因此任期屆滿後競選連任時竟無人與他競選，在同額參選下，他仍得票二十多萬，高票當選。足顯他確己獲得全體縣民高度之認同與愛戴。
劉縣長連任兩屆，任期九年（1976年縣市長大選因故延後一年舉辦），政績卓著。更因其為人公正不阿，杜絕了當時非常普遍的關說文化。任內積極改善交通設，加強觀光事業發展，開闢專業工業區包括如南崗工業區、 竹山竹製品工業區。振興製茶實業，尤對推廣凍頂烏龍茶及松柏長青茶著有功績，並為當時新產品日月潭紅茶正式命名。
1981年5月與美國喬治王子郡結為姐妹縣，並率團訪問該郡對促進國外交，增進彼此友誼及文化交流，裨益甚大。數年後他曾記述縣長任內的見聞軼事，著有「難忘的歲月」一書，語意誠懇幽默，足以表現其廉潔不俗之風格。

## 任省府民政廳長
民國70年12月劉裕猷以"績優縣市長"，在任期未滿前數月即調升台灣省政府委員，兼民政廳長。任內頗得當時的前後任省府主席李登輝與邱創煥之賞識。初上任後即逢省議員選舉，民政廳長兼省選委會總幹事，眼見台灣基層選舉 角頭割據，派系爭鬥，黑金弊端叢生，因此率先倡議極力主張鄉鎮(市)長民選改為官派， 鄉鎮(市)公所改制為縣政府之派出機關，
鄉鎮(市)長則由縣長就合乎一定資格與條件之人派充之。同時主張廢除鄉鎮市代表會，以節省公帑，提高基層公務人員水準。並著書「我國選舉制度之研究」倡議其主張。 
然而，他的想法一公佈，頓時引起基層勢力反彈，並質疑官派鄉鎮市長會令特定之政黨控制人事的顧慮。 但他認為只要貫徹考試與銓敘制度，就可以防杜政黨壟斷人事之虞。他的想法雖或能根除台灣基層選舉的種種弊端，然而現實卻將傷及地方上眾多既得利益者的生計，立意雖好終不可能實現。
此時，他也因公忘私，積勞成疾，民國77年在一次實地勘查全省漁澳發展與需求的旅程中，在東北部濱海公路澳底至頭城路段，劉裕猷先生曾經突發心肌梗塞，後經緊急送醫急轉回台北，並進行第一次心臟繞道手術，幸而撿回一命，不久即相繼辭去民政廳長、省府委員等職。

## 不分區國大代表
他從政及黨務工作迭有佳績，在縣長任內，曾當選國民黨中央候補委員及中央評議委員。並於國民大會第二屆及第三屆兩度擔任不分區代表，為黨國折衝協調，貢獻良多。任內最受爭議的，就是民國86年其倡議「教科文經費不受憲法第164條規定之限制」。劉裕猷秉其理念與良知，為促使預算經費之編制更見靈活且合乎實際需求，認為教科文經費不應受憲法164條之最低下限限制，而應與所有各項預算等同視之，劉裕猷無視於教育界與學者之聲討，竭力爭取，終獲大會通過，列為中華民國憲法增修條文第九條第八項。
在擔任不分區國大代表的同時期，承台灣省主席邱創煥先生之推薦，至中華紙漿股份有限公司擔任董事長之職，任期長達十一年。民國88年九月第三屆國大在任內三度修憲通過延長國代任期，劉裕猷私下對國代自肥醜事不滿， 萌生辭意，並於不久之後辭去不分區國代之職務。 
民國89年(2000年)國民黨總統大選失利下臺後，為凝聚黨員向心力，自9月起進行的了為期4個月的黨員重新登記， 劉裕猷對國民黨深感失望，並未重新登記黨籍。幾位黨籍大老曾至家中勸說，但劉裕猷直接了表達退出國民黨之意。隔年夏天，更以屆齡為由辭去了中華紙漿公司董事長之職，退休返鄉。

## 生命句點
民國91年(2002)中秋節與家人團聚共享天倫，晚餐後即感不適，緊急送醫後即昏迷不醒，四日後(9月25日)終因多重器官衰竭病逝臺中榮總，享年72歲。他一生貢獻政界與國民黨務工作，建樹良多，功過或可留予後人評斷，然其為人廉以持身、守正不阿、仗義直言的精神亦將永留人間。

## 外部連結
| 中華民國政府職務                   | 中華民國政府職務                                  | 中華民國政府職務                   |
| ---------------------------------- | ------------------------------------------------- | ---------------------------------- |
| 南投縣政府                         |                                                   |                                    |
| 前任： 歐樹文（代理） 正任：林洋港 | 南投縣縣長 第七、八屆 1973年2月1日－1981年12月5日 | 繼任： 孟繁超（代理） 正任：吳敦義 |